# Agence nationale de santé publique
Pour les articles homonymes, voir ANSP.
L'Agence nationale de santé publique (ANSP), aussi connue sous le nom de Santé publique France, est un établissement public à caractère administratif français, placé sous la tutelle du ministère chargé de la santé, dont le président du conseil d'administration est nommé par décret du président de la République.
Prévue par la loi de modernisation du système de santé, elle est créée le 1er mai 2016,,. Elle succède à l’Institut de veille sanitaire (InVS), l’Institut national de prévention et d'éducation pour la santé (Inpes), l’Établissement de préparation et de réponse aux urgences sanitaires (Éprus) et Addictions Drogues Alcool Info Service (Adalis).

## Historique
La création de l'Agence nationale de santé publique résulte du rapport de préfiguration remis le 2 juin 2015 à Marisol Touraine, ministre des Affaires sociales, de la Santé et des Droits des femmes, par François Bourdillon, directeur général de l’InVS et de l’Inpes. Ce rapport était lui-même la conséquence de diverses analyses et rapports parlementaires, d’inspection, d’évaluation et d’expertise sur les agences sanitaires existantes qui ont conduit le Parlement à voter, le 25 novembre 2014, la loi portant réforme territoriale, avec le passage aux métropoles et de 22 à 13 régions. La création du nouvel établissement repose sur le regroupement de trois agences sanitaires existantes, toutes relevant de la tutelle principale du ministère de la Santé :
- L’Institut de veille sanitaire (InVS) : cet établissement public administratif créé en 1998 avait essentiellement pour missions la surveillance et l’observation permanentes de l’état de santé de la population, la veille et la vigilance sanitaires, l’alerte sanitaire et la contribution à la gestion des situations de crise sanitaire.
- L’Institut national de prévention et d'éducation pour la santé (Inpes) : cet établissement public administratif, créé en 2002, avait essentiellement pour missions la mise en œuvre, pour le compte de l’État et de ses établissements publics, des programmes de santé publique destinés à éviter l’apparition, le développement ou l’aggravation de maladies ou incapacités ; d’exercer une fonction d’expertise et de conseil en matière de prévention et de promotion de la santé ; de participer, à la demande du ministère chargé de la santé, à la gestion des situations urgentes ou exceptionnelles ayant des conséquences sanitaires collectives ; d’assurer le développement de l’éducation pour la santé sur l’ensemble du territoire. Il remplaçait, lors de sa création, le Comité français d’éducation pour la santé (CFES), association loi de 1901.
- L’Établissement de préparation et de réponse aux urgences sanitaires (Éprus) : cet établissement créé en 2007 avait comme principales missions la gestion de la réserve sanitaire et la gestion des stocks pharmaceutiques stratégiques.

L'agence a été créée par la loi de modernisation du système de santé (« loi Santé »), du 26 janvier 2016, et par l’ordonnance du 14 avril 2016. François Bourdillon précise ses spécificités : l'agence « a été bâtie autour de l’axe populationnel, ce qui la différencie des institutions chargées de la sécurité des produits (ANSM), de l’évaluation des risques (Anses) ou de la qualité des pratiques (HAS). La ligne de force voulue par le ministère de la Santé est l’état de santé de la population. L’ambition est que la France, au même titre que les États-Unis avec les Centres pour le contrôle et la prévention des maladies (CDC) ou l’Angleterre avec Public Health England, s’appuie sur une grande agence de santé publique capable de connaître, expliquer, préserver, protéger et promouvoir l’état de santé de la population ».

## Actions

### Missions
Santé publique France assure une observation et une surveillance épidémiologique qui lui sert à connaître et à approfondir sa connaissance de l’état de santé de la population afin de mettre en place les politiques de santé les plus adaptées aux besoins, aux problèmes de santé, voire pour faire face aux situations sanitaires exceptionnelles.
Santé publique France réalise, en permanence, une veille sanitaire pour identifier le plus précocement possible les risques sanitaires qui menacent la santé de la population.
Elle participe à la lutte contre les inégalités de santé en mettant en place des stratégies de promotion et de prévention de la santé.
Elle innove en mettant en place des expérimentations sur l’ensemble des territoires.
L'ensemble des missions de Santé publique France s’inscrit dans l’axe 1 de la Stratégie nationale de Santé 2018-2022 « mettre en place une politique de promotion de la santé, incluant la prévention, dans tous les milieux ».

### Programmation des actions de Santé publique France
Le Ministère de la santé fixe pour 5 ans les objectifs de Santé publique France à travers la rédaction d’un contrat d’objectifs et de performance (COP). C’est Agnès Buzyn, ministre des Solidarités et de la Santé, qui a signé le 1er COP en 2018.
Six objectifs stratégiques et 22 objectifs opérationnels  ont été fixés dans le cadre du COP pour la période 2018-2022. Ainsi, des objectifs en matière de surveillance épidémiologique, d’actions de prévention, de préparation et de gestion des crises sanitaires, d’expertise des politiques, de pilotage, de développement de partenariats ont été assignés à Santé publique France.
Pour répondre à ces objectifs et répondre à ses missions, Santé publique France élabore une programmation pluriannuelle qui lui permet de définir les orientations de ses actions. Celles-ci sont validées annuellement par le Conseil d’Administration de Santé publique France.
La programmation 2018-2022 porte sur les axes suivants : Déterminants et milieux, Populations, Grandes pathologies, Territoires et interventions, Infrastructures.

### Enjeux stratégiques
D’ici à 2022, Santé publique France prévoit également de travailler  sur :
- le changement climatique (ex. maladies vectorielles et vagues de chaleur…) ; en élaborant un programme spécifique,
- le renforcement de l’expertise des données probantes qui lui permettent de définir ses propres programmes de prévention ;
- les milieux de vie et de travail en menant des études sur les effets des polluants sur la santé (ex. pollution atmosphérique, industrielle, des sols…) ;
- le maintien de la capacité à continuer de réagir en réalisant des activités de veille sanitaire ;
- le marketing social en santé publique en mettant en œuvre des campagnes de prévention (ex. diffusion par les médias de la campagne « le mois sans tabac ») ;
- La régionalisation des actions de Santé publique France à travers ses antennes quinze cellules d'intervention en région « Cire » et ses outils qui lui permettent de disposer de données régionales (par exemple : Géodes)[7].

## Organisation de Santé publique France

### Gouvernance et fonctionnement

#### Conseil d'administration
Il est chargé de se prononcer sur les grandes orientations stratégiques de l'agence, sur son programme d’activité et ses moyens humains et financiers. Il est composé de 32 membres dont 9 membres représentant l'État, 1 représentant des régimes obligatoires d'assurance maladie, 4 représentants des partenaires institutionnels de l'agence, 3 professionnels de santé, 4 représentants d'associations, 2 élus représentant les collectivités territoriales, 2 personnalités qualifiées, 3 représentants du personnel de l'agence, 2 députés et 2 sénateurs, désignés par le président de leur assemblée respective. Le mandat des membres du Conseil est valable 4 ans renouvelable une fois.
Le président du conseil d'administration est nommé par décret du président de la République. Marie-Caroline Bonnet-Galzy est présidente du conseil d'administration de Santé publique France depuis le 18 décembre 2017.

#### Conseil scientifique
Composé de 27 membres nommés pour 4 ans, il est chargé de veiller à la qualité et à la cohérence de la politique scientifique de l’agence. Le conseil scientifique est notamment impliqué dans la rédaction des politiques nationales et des politiques européennes de santé publique. Il conseille l’agence sur ses orientations dans les domaines de la recherche, de l’expertise, de partenariats scientifiques.

#### Comité d'éthique et de déontologie
Composé de 7 membres (nommés pour une durée de 4 ans par décision du président du Conseil d'administration), il est chargé de veiller au respect des règles éthiques et déontologiques applicables à l'agence, à ses personnels et à ses collaborateurs occasionnels (prévention des conflits d’intérêts et indépendance des agents).

#### Comité d'orientation et de dialogue
Le comité d'orientation et de dialogue est composé de 10 à 20 membres (nommés pour une durée de 4 ans, renouvelable une fois, par décision du président du Conseil d'administration)  est chargé d’optimiser les actions de Santé publique France ainsi que ses actions de communication notamment lors de crise sanitaire, de prioriser ses actions dans les domaines d’activité où il intervient, de débattre sur les problèmes de santé publique.

### Directions
Santé publique France dispose :
- d’une direction générale ;
- de 10 directions scientifiques transversales ;
- de 5 directions supports ;
- d’une direction de soutien à l’activité[10].

L'Agence a successivement été dirigée par :
- 2016 - juin 2019 : François Bourdillon (deux mandats, dont le précédent à la tête de l'InVS)
- juin - octobre 2019 (par intérim) : Martial Mettendorff
- novembre 2019 - octobre 2022 : Geneviève Chêne[11], allée au terme de son mandat[12].
- 23 février 2023 : Caroline Semaille[13].

### Budget et moyens
L'effectif de l'Agence est de 625 agents et son budget de près de 200 millions d'euros (2019). En 2020 le montant de la dotation versée par l'État est de 150 155 356 €.
Une dotation exceptionnelle de 860 000 000 € est accordée au titre de la prévention épidémique et la constitution de stock stratégiques.

### Représentants de Santé publique France en région
Pour mettre en œuvre ses missions en région, Santé publique France dispose de 15 cellules régionales qui sont placées sous son autorité.
Ces cellules sont chargées de représenter Santé publique France dans chaque région et assurent une surveillance épidémiologique et une observation de l’état de santé de la population pour le compte de Santé publique France.
Elles contribuent à transmettre les alertes sanitaires et assurent la gestion locale des crises sanitaires.
Chaque cellule est rattachée à la direction des régions (Dire) de Santé publique France qui veille au pilotage et à la coordination de l’action de Santé publique France en région.

### Siège
Le siège de Santé publique France est situé dans trois bâtiments à Saint-Maurice, en lisière du bois de Vincennes :
- L'ancien château de Vacassy du XIXe siècle, un ancien hôpital pour les blessés de la Grande Guerre[20] ;

- le bâtiment Villermé conçu par AIA Architecte en 2012 ;

- Le bâtiment Simone-Veil réalisé en bois en 2019 par Atelier du Pont Architecte et Architecte d'intérieur.

## Réserve sanitaire
Créée en 2007, la réserve sanitaire a pour objet de compléter, en cas d'événements excédant leurs moyens habituels, ceux mis en œuvre dans le cadre de leurs missions par les services de l’État, des établissements de santé et des autres personnes et organisations, nationales ou internationales, concourant à la sécurité sanitaire publique.
Composée de professionnels de santé volontaires, elle est notamment intervenue lors des épidémies de chikungunya ou de la covid-19.

## Activités européennes et internationales

### Au niveau européen
L'Agence Santé publique France travaille en étroite relation avec les instances de santé publique des autres pays.
Au niveau européen, Santé publique France s’implique dans les activités de plusieurs agences : l'ECDC, l'EFSA, l'EU-OSHA.
- Le Centre européen de prévention et de contrôle des maladies (ECDC) est un partenaire de Santé publique France ; Santé publique France assure la coordination des échanges entre l’État français et l’ECDC. Santé publique France intervient également dans les instances de l’ECDC[24].

- L'Autorité européenne de sécurité des aliments (AESA) collabore avec Santé publique France dans l’expertise des risques liés à l’alimentation humaine et animale[24].

- L'Agence européenne pour la sécurité et la santé au travail (EU-OSHA) dispose d’un point focal national dans chaque État membre. Santé publique France appuie les interventions du point focal français[25].

Santé publique France collabore à de nombreux projets de la Commission européenne dans les domaines des maladies infectieuses, des maladies chroniques et des traumatismes, du travail, de l’environnement et de la formation. Santé publique France coordonne également des projets dans le domaine de la surveillance, de la veille et de l’alerte sanitaire.

### Au niveau international
Santé publique France contribue également aux projets du Bureau Europe de l’Organisation mondiale de la santé (OMS), et aux projets co-financés par l’OMS et la Commission européenne.
Santé publique France assure le secrétariat de l’Association internationale des Instituts de santé publique, créée en 2006. L'agence accueille régulièrement les rencontres de cette association dont l’objet principal est d’améliorer le fonctionnement des systèmes de santé nationaux.
Santé publique France est également membre de l’Union internationale pour la prévention et l’éducation à la santé (IUPES/IUHPE) qui est chargée de promouvoir la santé et le bien-être au niveau international.

## Portail documentaire de Santé publique France
Le portail documentaire de Santé publique France recense les productions scientifiques de l’agence : les articles du Bulletin épidémiologique hebdomadaire (BEH), les données de Géodes, les études des baromètres santé, un registre d’interventions prometteurs, le magazines « La santé en action », ainsi que divers documents de prévention mis en ligne par l’agence.
- Le Bulletin épidémiologique hebdomadaire, publication gratuite de Santé publique France, diffuse des articles proposés par les acteurs de santé publique. Le comité de rédaction du BEH est composé en partie de membres de Santé publique France[32].

- Géodes est une plateforme d’indicateurs régionaux et nationaux en santé publique. Ces indicateurs portent sur les maladies et les traumatismes ainsi que sur les déterminants de santé. Cette plateforme permet de visualiser les données sous la forme de cartes, de graphiques, de tableaux[33].

Les baromètres santé sont nés en 1992 à l’initiative du Comité français d'éducation pour la santé (CFES). Les baromètres sont des enquêtes scientifiques menées par Santé publique France qui permettent d’orienter les politiques dans le champ de la santé publique. Ces sondages analysent et offrent une surveillance des comportements de santé de la population : pratique de la vaccination, consommation de tabac, d’alcool, dépistage du cancer, etc..
- Le registre français d’interventions validées ou prometteuses est une plateforme créée par Santé publique France à la demande de la direction générale de la Santé. Ce registre met à disposition un catalogue thématique d’expérimentations probantes en prévention santé ainsi que des liens vers d’autres registres. L’objectif est de diffuser les innovations en matière de recherche ou d’intervention sur le terrain[35].

- La santé en action est une revue trimestriel téléchargeable sur le site de Santé publique France abordant des thématiques en lien avec la promotion, la prévention et l’éducation pour la santé[34].

Des publications de prévention et de surveillance sont mis en ligne par l’agence ; ce sont des supports de prévention en direction du grand public et des professionnels. L'agence propose également sur le net des points épidémiologiques de surveillance sanitaire en lien avec la santé de la population : par exemple des points épidémiologiques portant sur la grippe, la rougeole, la dengue, etc..

## Dispositifs de prévention de Santé publique France

### Sites thématiques de prévention
Santé publique France gère des sites thématiques de prévention ; elle pilote et finance également des dispositifs d’aide à distance en santé.

### Dispositifs d’aide à distance en santé
C’est en 1998 que l’INPES se voit confier sa première ligne de téléphonie « Tabac Info Service ». À partir de 2003, l’INPES pilote et finance un certain nombre de dispositifs de prévention et d'aide à distance en santé.
Dès 2010, l’INPES réfléchit à faire évoluer ces dispositifs d’aide à distance. Cette réflexion aboutit en 2014 à la création du label « Aide en santé » qui assure aux usagers des téléphonies en santé une qualité du service rendu. Pour obtenir ce label, les dispositifs d’aide à distance en santé doivent remplir un certain nombre de critères et d’engagements.